# Palais Sanguszko

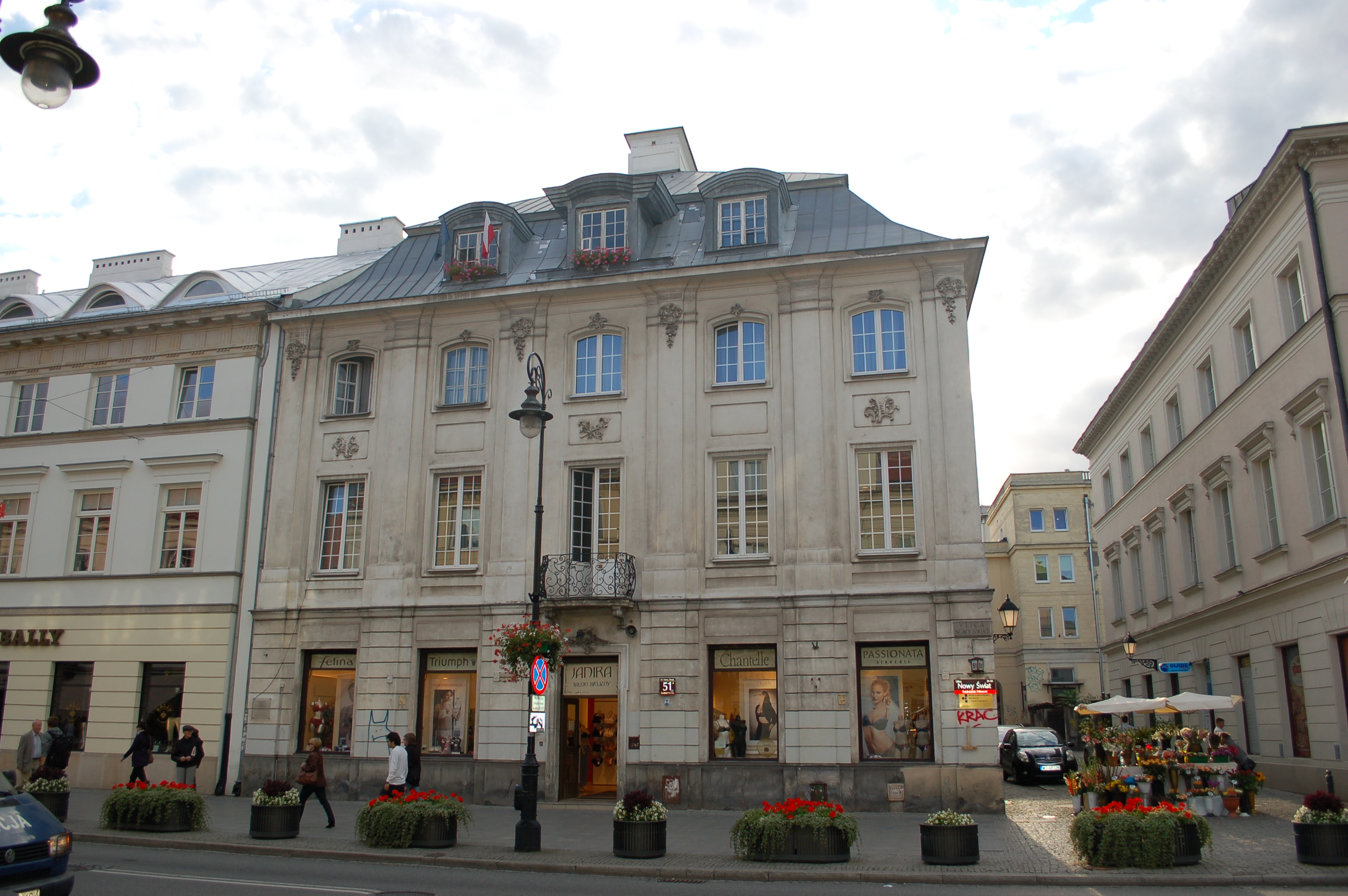
Die Fassade des spätbarocken Stadtpalais an der Nowy Świat, rechts vom Gebäude verläuft die Ulica Warecka. Heute befindet sich im Erdgeschoss ein Geschäft für Damenunterwäsche

Das denkmalgeschützte (Reg.Nr. 359) Sanguszko-Palais (auch Jabłonowski-Palais genannt, in Polnisch: Pałacyk Sanguszków) ist ein kleiner Stadtpalast an der Ulica Nowy Świat (Nr. 51) im Warschauer Innenstadtdistrikt und liegt somit am historischen Teil des Warschauer Königswegs.

## Geschichte
Das Palais wurde etwa in der Mitte des 18. Jahrhunderts vermutlich für den Schatzminister der polnischen Krone, Adam Łodzia Poniński, im Rokokostil erbaut. Das mit einem Mansarddach ausgestattete, dreigeschossige Gebäude überragte die damals hier (außerhalb des Stadtzentrums) vorherrschende eingeschossige Bebauung. Im Jahr 1784 war der Woiwode von Wolhynien, Hieronim Sanguszko, Eigentümer des Palais. Gegen Ende des 18. Jahrhunderts befand es sich im Besitz der Familie Jabłonowski. In den 1820er Jahren lebte hier der Woiwode Maksymilian Jabłonowski.
Im ausgehenden 19. Jahrhundert wurden die Fassaden umgestaltet, dabei die Rokoko-Ornamente entfernt. 1902 wurde im Gebäude die Konditorei „Louvre“ im Louis-seize-Stil eingerichtet. Später befand sich hier eine Niederlassung der Bank Zachodni.
Während des Warschauer Aufstandes wurde das Palais 1944 von Einheiten der Wehrmacht vollständig zerstört. Es wurde 1950 im Rahmen des Wiederaufbaus der Nowy Świat im spätbarocken Stil von Zygmunt Stępiński rekonstruiert.